# Joseph Vigier (homme politique)
Pour les articles homonymes, voir Vigier.
Joseph Vigier est un homme politique français né le 12 janvier 1767 à Arpajon-sur-Cère (Cantal) et mort le 16 novembre 1833 au même lieu.

## Biographie
Reçu médecin à Montpellier en 1791, il fait partie des volontaires de 1792, servant dans les hôpitaux des armées. Il devient ensuite officier lors des campagnes la Révolution et de l'Empire, servant comme chef d'état-major du corps d'armée de Catalogne en 1814. 
Il est député du Cantal en 1815, lors des Cent-Jours, maire d'Arpajon-sur-Cère et conseiller d'arrondissement. Il est mis à la retraite comme colonel d'état-major en 1831.

## Sources
- « Joseph Vigier (homme politique) », dans Adolphe Robert et Gaston Cougny, Dictionnaire des parlementaires français, Edgar Bourloton, 1889-1891 [détail de l’édition]